# Nandrin
Nandrin és un municipi de Bèlgica a la província de Lieja, que forma part de la regió valona. És regat pel Ruisseau du Fond Martin, un petit afluent de l'Ourthe. A l'inici de 2008 tenia uns 2613 habitants.

## Història
Van trobar-se artefactes del Neolític a diversos indrets del municipi, el més important n'és el lloc dit La Rochette a Villers-le-Temple. La via romana de Tongeren a Arlon passà pel municipi i va contribuir a la creació d'assentaments romans. L'etimologia de Villers que prové del llati villa n'és una reminiscència. El nom de Nandrin provindria probablement del llatí Nandarium, la qual cosa que vol dir domini de Nandarius.
El 1794, França va annexar el territori que després passà al Regne Unit dels Països Baixos (1815) i per fi a Bèlgica (1830). Les fronteres actuals del municipi van fixar-se el 1977.

## Geografia i economia

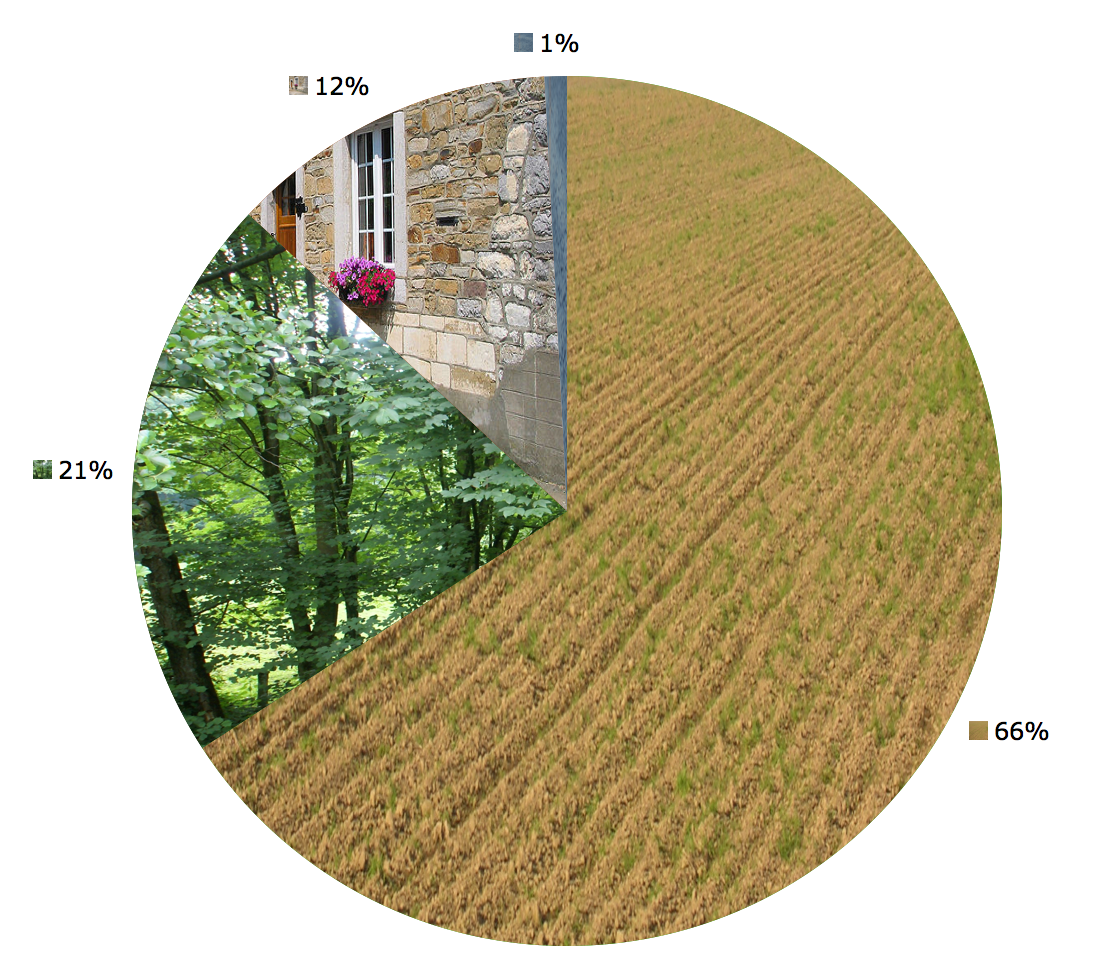
Utilització del terra
66% agricultura, 21% bosc, 12% construccions i carreteres

Nandrin és un municipi rural, típic de la comarca del Condroz, del qual 66% de la superfície són terres de conreu i de pastures, 21% de bosc i 12% de construïdes (cases, carreteres…). Entre 2000 i 2005 unes 40 hectàrees de bosc i de pastures van urbanitzar-se. Nandrin, junts amb Tinlot i Verlaine són els municipis més rics del districte de Huy, amb ingressos mitjans entre 28.311 i 40.950 euros per any (2003). Les activitats econòmiques principals són el negoci (54,5%), la construcció (15,9%), els serveis (9%) el transport (7,8%) i el turisme (4,8%). L'activitat principal del municipi és l'agricultura i l'explotació dels boscs. A poc a poc, gràcies a la seva tranquil·litat i la qualitat dels paisatges, el poble s'està urbanitzant.

## Entitats i nuclis
- Nandrin
- Saint-Séverin-en-Condroz
- Villers-le-Temple
- Yernée-Fraineux

## Monuments i curiositats
- La Tour Donjon (torre mestre), seu de la procura des del segle XII
- El Museu municipal de la vida rural al Condroz
- L'església de Sant Severí a Saint-Séverin-en-Condroz
- L'església dels Sants Pau i Pere
- Les ruïnes de la comanadoria de Villers-le-Temple, una antiga possessió dels Templars
- La masia de l'abadia a Villers
- Le Manoir de la Tour (casal de la Torre) (segles XIV et XVI)
- El Castell de la Tour au Bois
- El Castell de Yernée
- El Castell de Fraineux

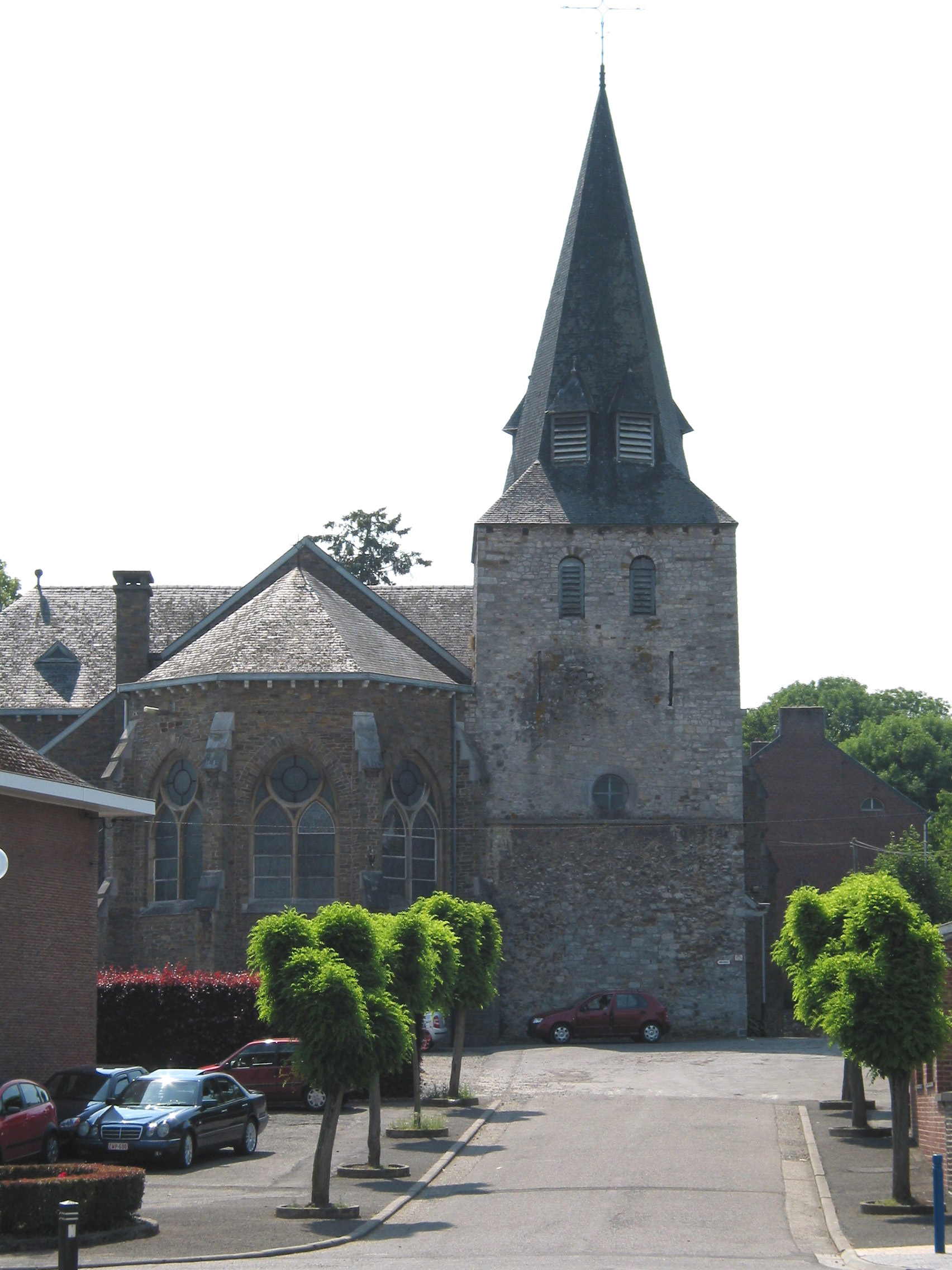
Nandrin
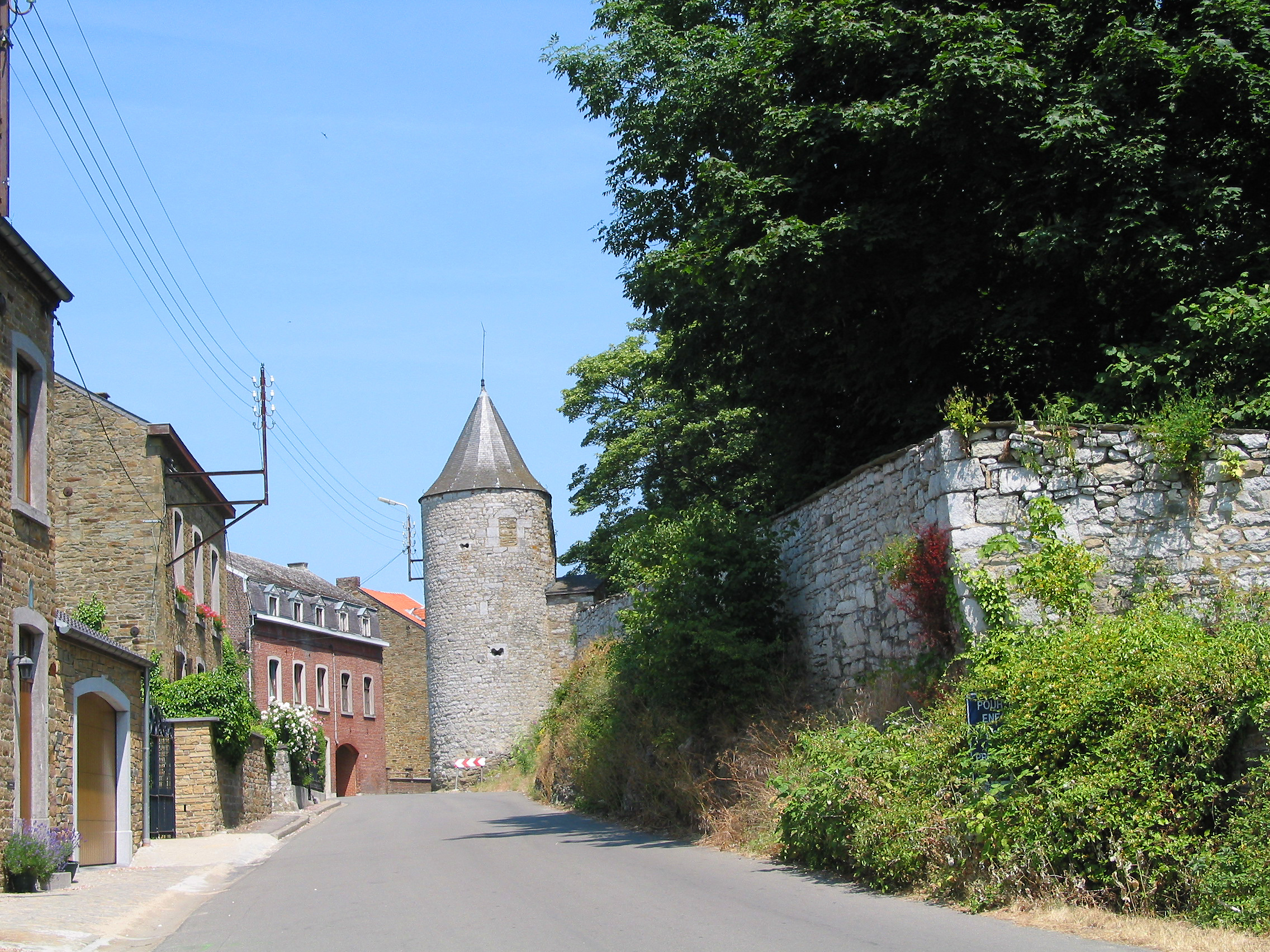
Villers-le-Temple, panorama
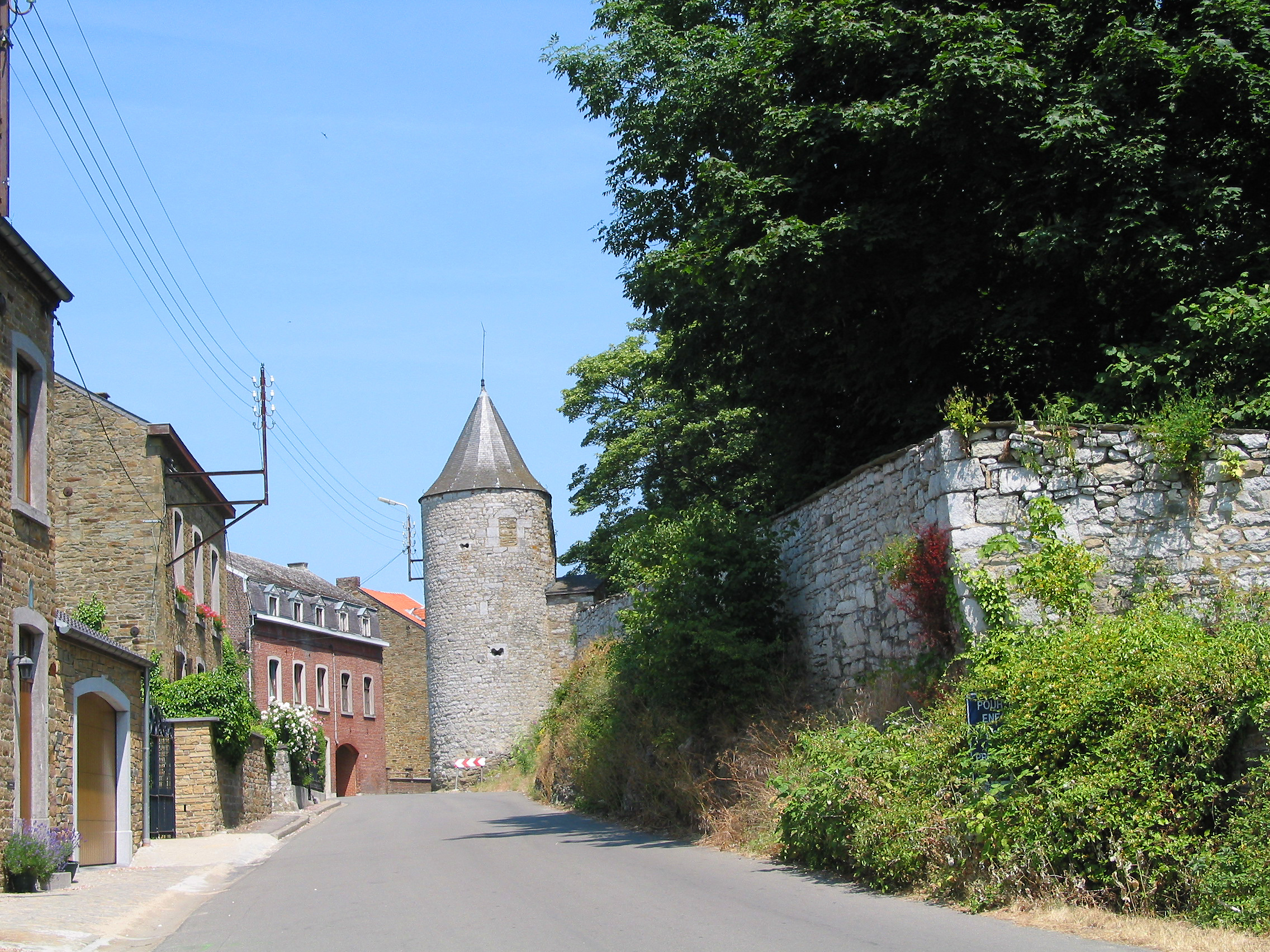
Villers-le-Temple, casal
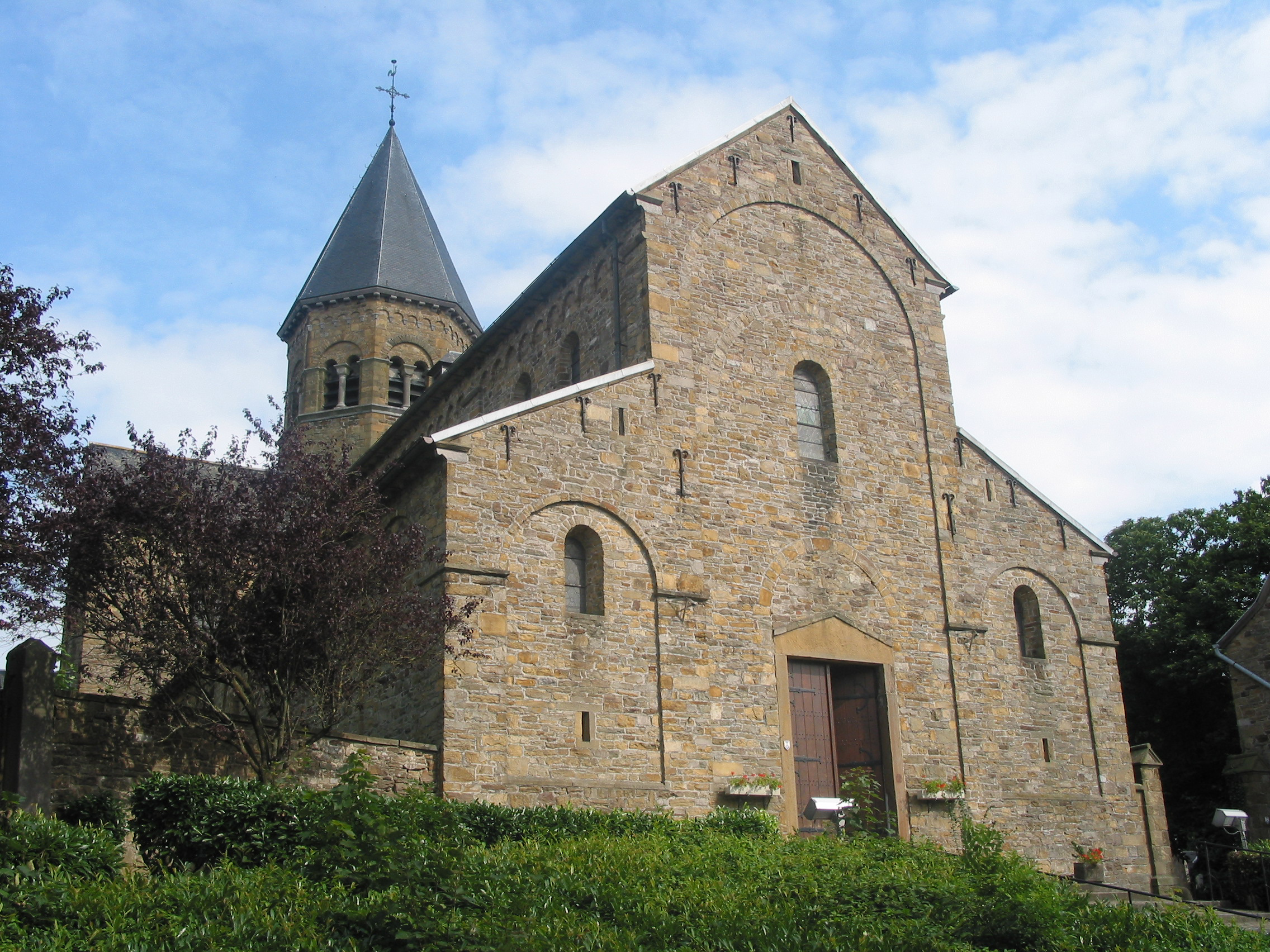
Església de Saint-Séverin

1. ↑  «Nandrin en histoire, Web del municipi». Arxivat de l'original el 2009-07-16. [Consulta: 18 juliol 2009].
2. ↑  Chiffres clés pour la commune de Nandrin, Brussel·les, Statbel, 2006